# Sergio López Miró
Sergio López Miró (n. 15 august 1968, Barcelona, Catalonia, Spania) este un sportiv ce a reprezentat Spania, medaliat olimpic. A participat la 2 ediții ale Jocurilor Olimpice (1988, 1992) în care a câștigat o medalie de bronz.